# Sacramento (Nuevo México)
Sacramento es un lugar designado por el censo ubicado en el condado de Otero en el estado estadounidense de Nuevo México. En el Censo de 2010 tenía una población de 58 habitantes y una densidad poblacional de 3,42 personas por km².

## Geografía
Sacramento se encuentra ubicado en las coordenadas 32°47′4″N 105°33′54″O / 32.78444, -105.56500. Según la Oficina del Censo de los Estados Unidos, Sacramento tiene una superficie total de 16.96 km², de la cual 16.96 km² corresponden a tierra firme y (0.02%) 0 km² es agua.

## Demografía
Según el censo de 2010, había 58 personas residiendo en Sacramento. La densidad de población era de 3,42 hab./km². De los 58 habitantes, Sacramento estaba compuesto por el 91.38% blancos, el 1.72% eran afroamericanos, el 0% eran amerindios, el 0% eran asiáticos, el 0% eran isleños del Pacífico, el 0% eran de otras razas y el 6.9% pertenecían a dos o más razas. Del total de la población el 8.62% eran hispanos o latinos de cualquier raza.